# Sealand (pays de Galles)
Pour les articles homonymes, voir Sealand.
Sealand est une localité du pays de Galles située dans le comté de Flint (Sir y Fflint).
En 2001, sa population était de 2 746 habitants.